# Lemuri (mitologia)
I lemuri (dal latino "lemures", cioè "spiriti della notte", detti anche Larva[e], termine equivalente a fantasma) sono gli spiriti dei morti della religione romana, considerati come vampiri, ossia anime che non riescono a trovare riposo a causa della loro morte violenta. Secondo il mito tornavano sulla terra a tormentare i vivi, perseguitando le persone fino a portarle alla pazzia.

## Mito
Si credeva che queste creature, non ben identificate né definibili proprio per la loro condizione di fatale ed eterna transitorietà, vagassero senza posa per le strade come anime in pena, in una sorta di limbo, dopo una morte prematura o violenta. Il senso di orrore che circondava queste figure spettrali venne poi a delineare quello della loro domina, la dea Ecate.
Per tenere lontani questi spiriti erano state istituite delle feste chiamate Lemuria. La tradizione voleva che ad istituire queste festività fosse stato Romolo per placare lo spirito del fratello Remo, da lui ucciso. Le Lemuria ricorrevano il 9, 11 e 13 maggio: è molto probabile che queste siano le più antiche feste dei morti celebrate a Roma.
Il rituale prevedeva che il Pater familias gettasse alle sue spalle alcune fave nere per il numero simbolico di nove volte, recitando formule propiziatorie. Durante queste feste i templi venivano chiusi ed era proibito sposarsi.

## Rivisitazioni odierne
I lemuri hanno ispirato la terminologia usata da Carlo Linneo per designare un particolare tipo di primati dalla vita prevalentemente notturna. Le figure dei lemuri sono state inoltre rappresentate nel Faust di Goethe, in veste di schiavi di Mefistofele, costretti a scavare la fossa in cui Faust sarebbe stato sepolto. Vengono descritti come creature sub-umane, rabberciate con ossa, legamenti e tendini:
(Mefistofele, Faust, II, vv. 11511-15)
L'esoterista Rudolf Steiner ha sottolineato la profondità spirituale di Goethe nel saperli ritrarre come creature che «ricordano a metà di derivare da uomini defunti»: i lemuri da lui messi in scena consistono infatti di forze sovrasensibili, che operano nelle componenti più terrestri dell'essere umano, quali appunto le ossa, i tendini e i legamenti. A differenza degli uomini viventi, essi sono privi della coscienza dell'Io, di cui è rimasta loro soltanto una vaga eco; per questo non hanno memoria, e non sanno più chi sono o cosa fanno.
Nel romanzo "Il marchio del diavolo" di Gleen Cooper i Lemuri sono una razza di uomini malvagi, con la coda, la cui origine si perde nella notte dei tempi.